# مات بوش (ممثل)
مات بوش (بالإنجليزية: Matt Bush)‏ مواليد 22 مارس 1986 في بنسيلفانيا، هو ممثل أمريكي بدأ مسيرته الفنية سنة 2005.

## الأعمال
- فيرونيكا مارس (مسلسل) (2006) (بدور: بيلي غرين)
- سكرابز (مسلسل) (2006)
- القانون والنظام: النية الإجرامية (2008)
- أدفنتورلاند (فيلم) (2009)
- مشكلة الرميات المنحنية (2012) (بدور: داني)
- هاواي فايف أو (2012) (بدور: زاك سلاتر)

## روابط خارجية
- مات بوش على موقع IMDb (الإنجليزية)
- مات بوش على موقع ألو سيني (الفرنسية)
- مات بوش على موقع أول موفي (الإنجليزية)
- مات بوش على موقع ديسكوغز (الإنجليزية)
- مات بوش على موقع قاعدة بيانات الفيلم (الإنجليزية)
- مات بوش على موقع كينوبويسك (الروسية)